# پرچم یوتا
پرچم یوتا در ۳ فوریه ۲۰۱۴ پذیرفته شد.این پرچم دارای زمینه آبی و نشان یوتا در وسط است.